# Borne milliaire

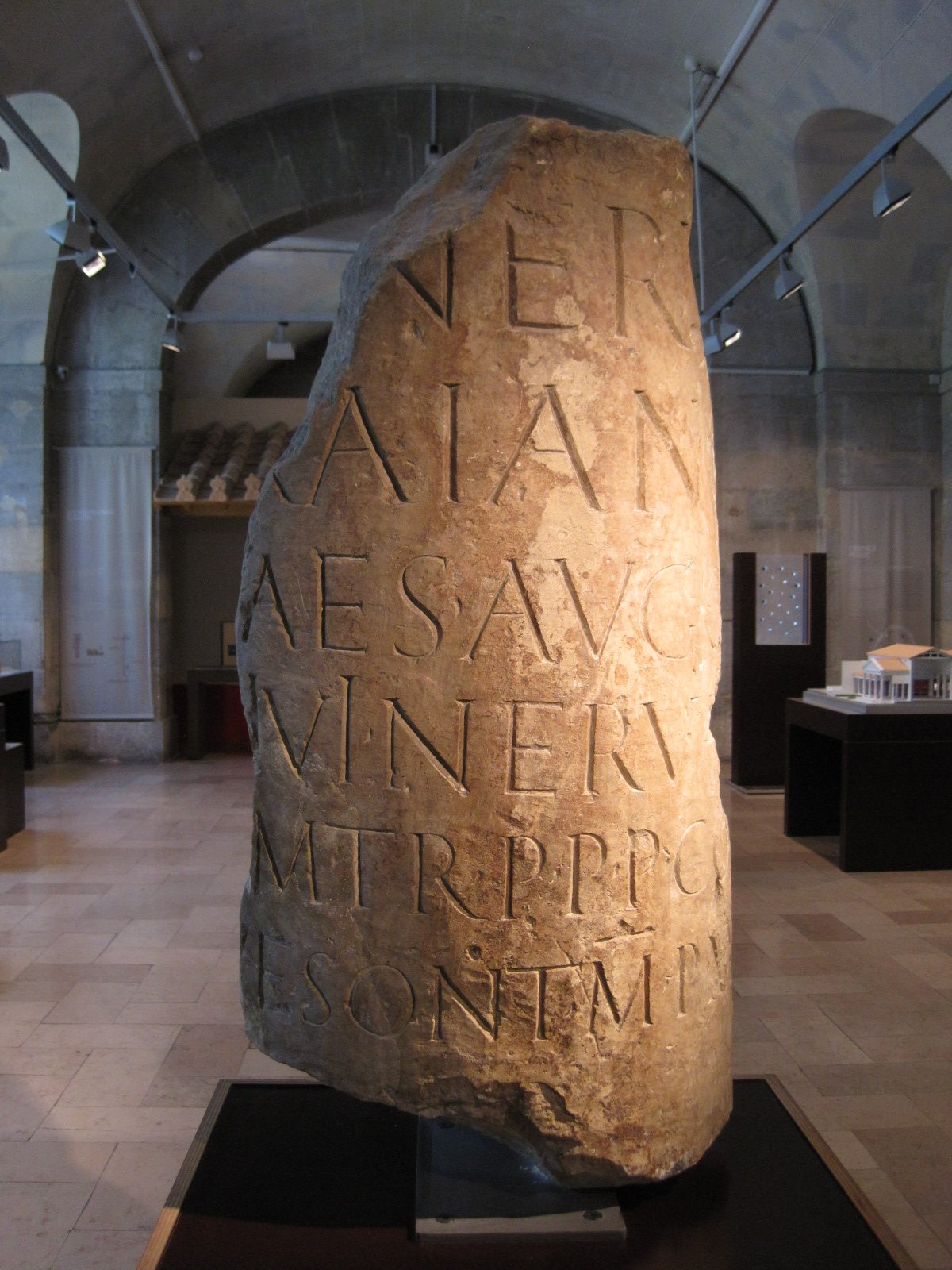
Fragment de borne milliaire avec mention de la distance à Vesontio (Besançon), sous l’empereur romain Trajan (98-117) (musée des beaux-arts et d'archéologie de Besançon) - réf. =.

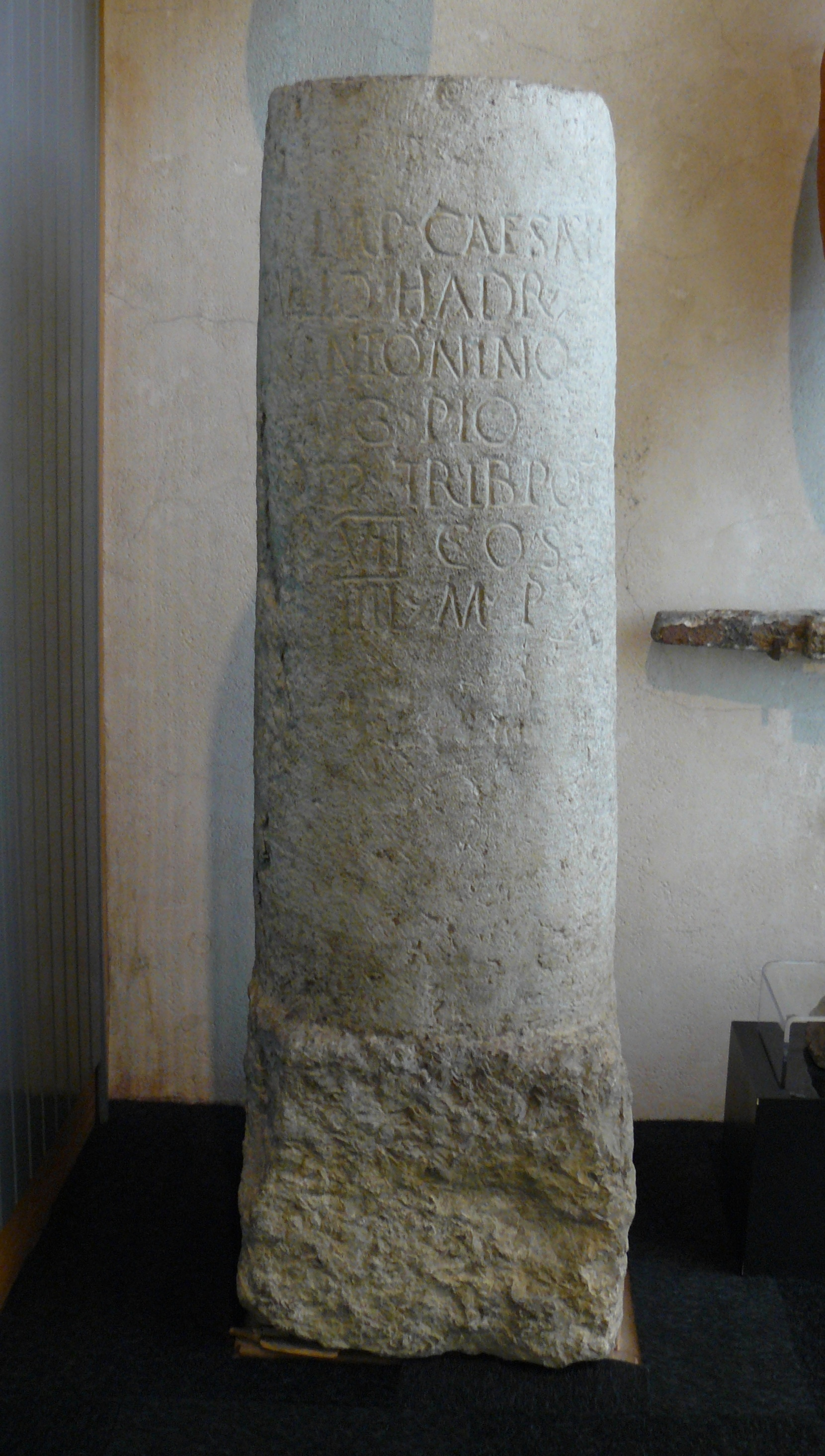
Borne milliaire d'une voie romaine d'Alba Helviorum (Ardèche) datée de 145 et conservée au musée d'archéologie nationale - réf..

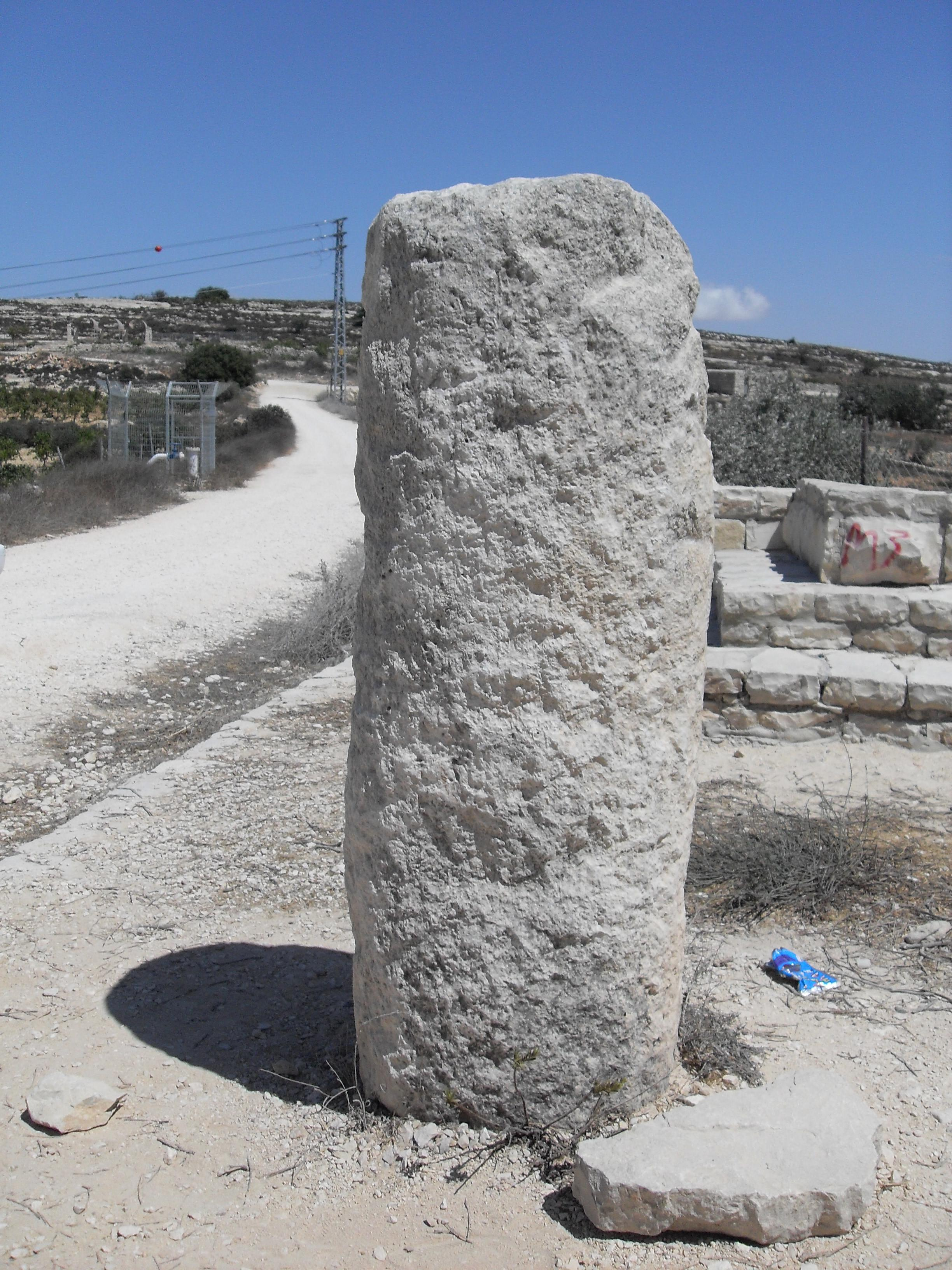
Borne romaine sur la « Route des patriarches » à Alon Shvut (Cisjordanie).

Dans la Rome antique, les bornes milliaires étaient des bornes routières, généralement réalisées en pierre locale et sous forme de colonnes monolithiques, portant une inscription et destinées à marquer les distances sur le tracé des principales voies romaines d'Italie et des provinces romaines. À partir du milieu du IIIe siècle, dans les provinces gauloises, les distances peuvent parfois être exprimées en lieues gauloises ; certains auteurs parlent alors de borne leugaire.

## Unités adoptées
L'unité de distance utilisée sur les bornes milliaires (en latin, miliarium au sing., miliaria au plur.), était de 1 000 pas romains (d'où le terme milliaire) — chacun de ces pas faisant deux enjambées —, soit environ 1,482 km. En Gaule, une autre unité a aussi été utilisée : la lieue, très probablement d'origine gauloise ; c'est la raison pour laquelle les bornes gauloises sont dites leugaires.
Il n'est pas certain que cette lieue ait eu une valeur tout à fait uniforme dans toute la Gaule romaine. Certains auteurs latins de l'antiquité tardive donnent pour la lieue une valeur de 1 500 pas, soit environ 2 222 mètres — distance qui s'intègre bien dans le système des mesures romaines. Mais, selon certains relevés topographiques, une lieue gauloise plus longue aurait pu au moins coexister : Jacques Dassié lui donne une valeur de 2,45 kilomètres (± 50 mètres),.

## Description générale
Les bornes milliaires, le plus souvent, se présentent comme des colonnes cylindriques ou ovalisées, parfois parallélépipédiques, de calcaire, de grès, de granit ou de basalte, dont la base est cubique et en saillie pour permettre un enracinement plus solide, et dont la hauteur varie de 2 à 4 m, le diamètre de 0,5 à 0,8 m. Mais les bornes milliaires peuvent également être accolées contre un rocher ou une construction ; elles peuvent aussi correspondre à un pilier d’une villa, à de simples poteaux indicateurs, à des pierres destinées à aider les cavaliers à se mettre en selle, à des troncs d’arbres… On retrouve pour les bornes modernes et contemporaines les mêmes utilisations.

## Usage et aspect
Les bornes milliaires étaient élevées de mille en mille, en plus de la distance, elle comportaient aussi une mention, le cas échéant, pour rappeler les travaux d’entretien des voies romaines, ordonnés par l’Empereur ou par le fonctionnaire placé sous son autorité. Elles portaient donc une inscription mentionnant habituellement :
- le nom du magistrat, ou de l'empereur ayant fait réparer la route et sa titulature. La titulature impériale, par sa précision, est d'une grande utilité pour déterminer la date d'érection de la borne. Sous le Haut-Empire, elle est rédigée au nominatif, tandis qu'au Bas-Empire elle est souvent rédigée au datif de dédicace[6] qui transforme la borne en un monument à l'honneur de l'empereur ;
- une formule (fecit, refecit, restituit…) ;
- la distance entre le point d'implantation — qui n'est pas mentionné — et le lieu de départ ou d'arrivée, indiquée en milles romains (environ tous les 1 480 mètres), en lieue gauloise (correspondant à un mille et demi), ou leurs subdivisions.

Le rôle exact des bornes milliaires a fait l'objet de discussion. Elles assuraient incontestablement un rôle de représentation du pouvoir, dont elles manifestaient l'action. On les a parfois assimilées à des moyens de propagande. Pour Benjamin Isaac, si les bornes milliaires ne sont pas des objets utilitaires leur fonction de communication doit être replacée dans le contexte de monarchie autocratique qu'était l'Empire. Ainsi dans la partie orientale de l'Empire les bornes milliaires portent la titulature de l'empereur en latin, alors que les indications de distance sont souvent en grec : cette dernière partie peut donc bien être lue par la population à la différence de la première qui n'est donc pas destinées à être lue par la population provinciale. Cette dernière en effet ne connaît pas en général le latin, langue de l'armée et de l'administration impériale. Mais selon lui, le message n'était pas tant destiné aux soldats qu'utilisé par leur hiérarchie pour manifester sa loyauté envers l'empereur.

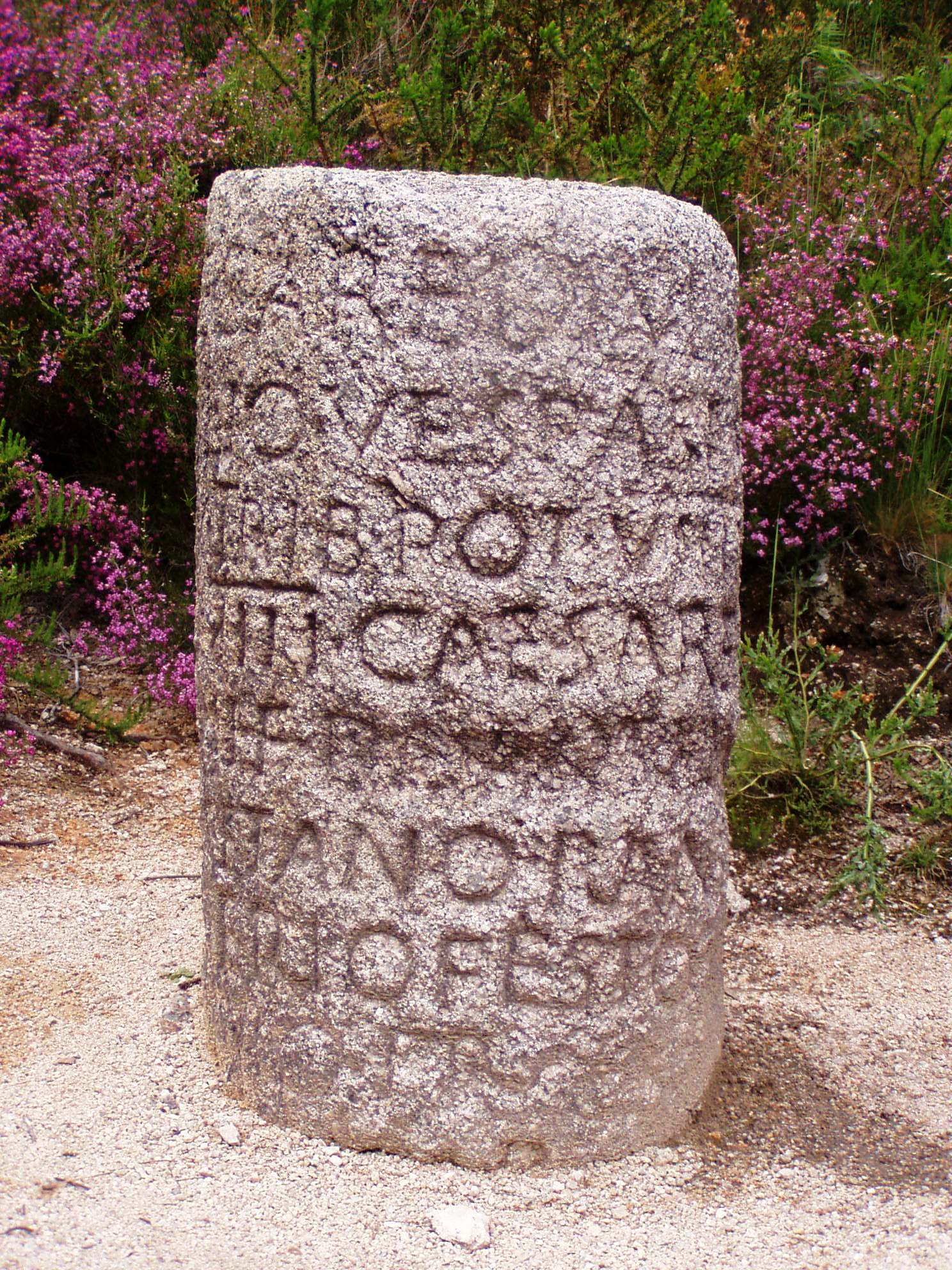
Borne de la Via Nova, (Milliaire XXIX) à Campo do Gerês (Terras de Bouro) (Portugal) ancienne province romaine de Gallaecia, réf..

Toujours selon Benjamin Isaac, dans plusieurs provinces, en Bretagne, en Judée et en Pannonie, les premières bornes milliaires datent du voyage d'Hadrien dans ces régions : l'armée et ses officiers manifestant ainsi leur fidélité au souverain et la bonne administration des territoires placés sous leur autorité. Les bornes n'illustreraient alors pas tant la volonté de l'Empire de manifester sa puissance envers ses sujets que le rapport liant l'empereur et les responsables des provinces. La disposition des bornes le long des routes n'obéirait pas à une logique particulière et l'accumulation de bornes en un même lieu ne signalerait que la répétition mécanique d'un bornage servant à donner des gages de fidélité. Benjamin Isaac note toutefois la possibilité que les bornes aient aussi eu un rôle plus concret indiquant sur le terrain des assignations fiscales.
Th. Kissel a récemment approfondi cette idée et soutient que les bornes avaient un rôle institutionnel et fiscal important. En effet, l'entretien régulier des routes romaines était à la charge des communautés riveraines et sans possibilité d'immunité. Les conditions concrètes de cet entretien sont très mal connues, mais il est certain que le coût était très lourd et certaines bornes milliaires portent la mention des communautés ayant participé à la construction ou à l'aménagement de la route même si le plus souvent ils mentionnent l'action de l'empereur, responsable en dernier lieu des routes de l'Empire. Ce dernier pouvait parfois financer les travaux ou les confier à ses soldats. Les bornes milliaires servaient aussi à donner des informations territoriales : dans une dispute territoriale en Phrygie, les bornes milliaires servent de référence pour définir les responsabilités de chacun face aux exigences de l'administration, les bornes milliaires délimitaient donc les différentes sections de routes qui devaient être construites ou entretenues par les provinciaux.
Chaque réfection ou chaque redéfinition des exigences fiscales pouvait entraîner un rebornage, une nouvelle borne s'ajoutant à l'ancienne. Il est donc assez courant de trouver plusieurs bornes milliaires d'époque différente en un même lieu. Ainsi à Rijswick, non loin de La Haye, on a retrouvé en 1997 quatre bornes milliaires datant des règnes d'Antonin le Pieux, Caracalla, Philippe l'Arabe et Trajan Dèce.

## Description de quelques bornes

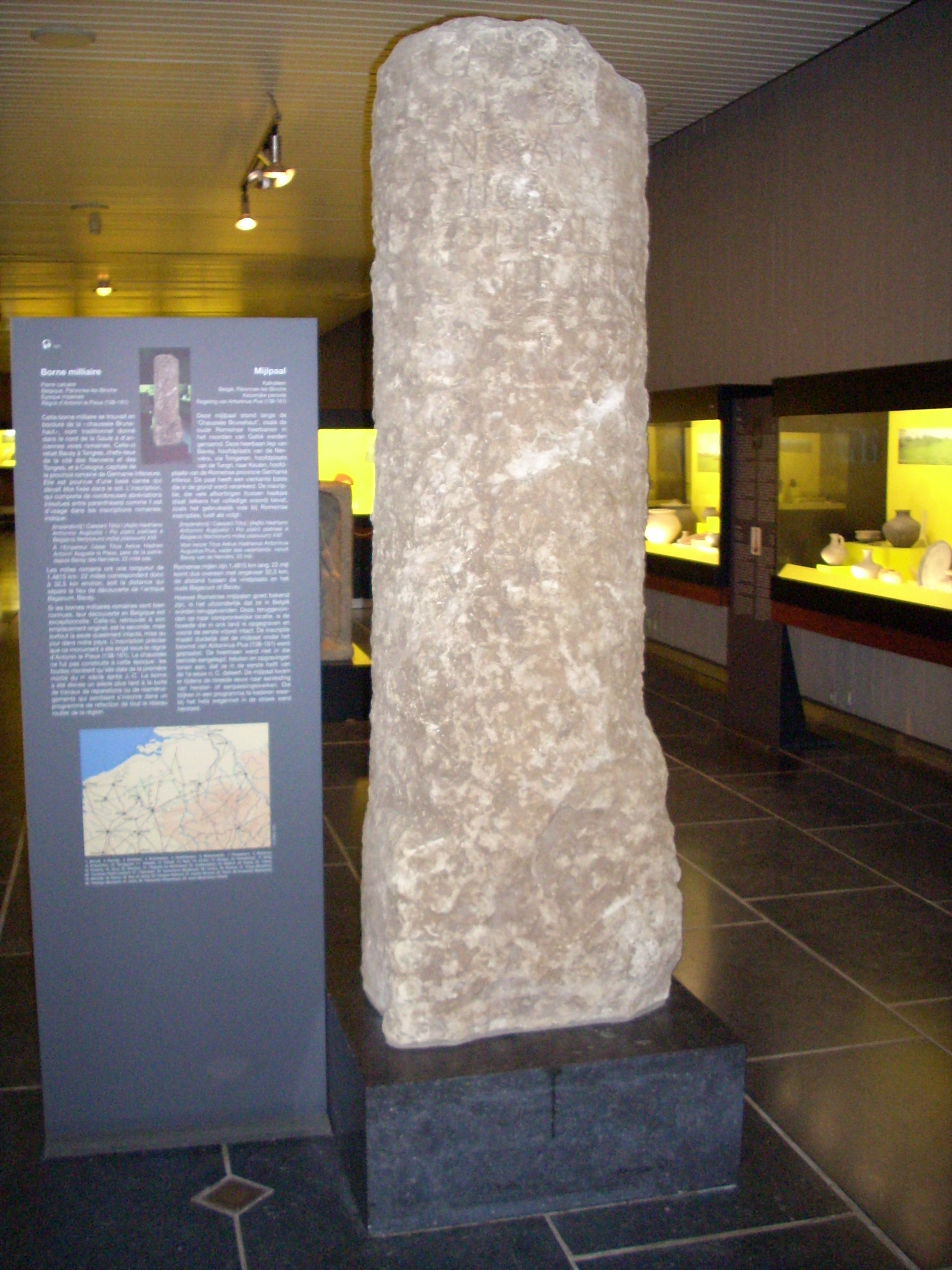
Borne placée à Péronnes-lez-Antoing chez les Nerviens sous Antonin le Pieux (138-161).

Sur certaines d'entre elles, on peut encore lire l’inscription permettant de les dater.
- Paudex (Suisse)

Cette borne est située sur l'actuelle commune de Paudex (Suisse) et porte :
IMP(eratori) CÆS(ari) T(ito) ÆLIO ANTONIN(o) AUG(usto) PIO P(ontifici) M(aximo) TRIB(unicia) POT(estate) CO(n)S(uli) III P(atri) P(atriae). AVENT(ico) M(illia) P(assuum) XXXVIII.
« Sous l'empereur César Titus Ælius Antoninus Auguste, le Pieux, grand pontife, revêtu de la puissance tribunicienne, alors qu'il était consul pour la troisième fois, père de la patrie. 38 000 pas d'Avenches. »
- Valence (Drôme)

De nombreuses bornes ont été réutilisées par la suite, comme support de fontaine, de croix ou comme colonne. Le remploi d'une borne milliaire de la via Agrippa dans le déambulatoire du chœur de la cathédrale Saint-Apollinaire en est un bon exemple.
- Vaas (Sarthe)

Cette borne se trouve à Vaas sur l'ancienne voie romaine au passage du Loir à XVI lieues de Tours (Caesarodvnvm) et du Mans (Vindinvm). Elle est en grès roussard. Le texte gravé indique la même mesure que la carte de Peutinger, copie d'une carte du IVe siècle.
- Vichy (Allier)

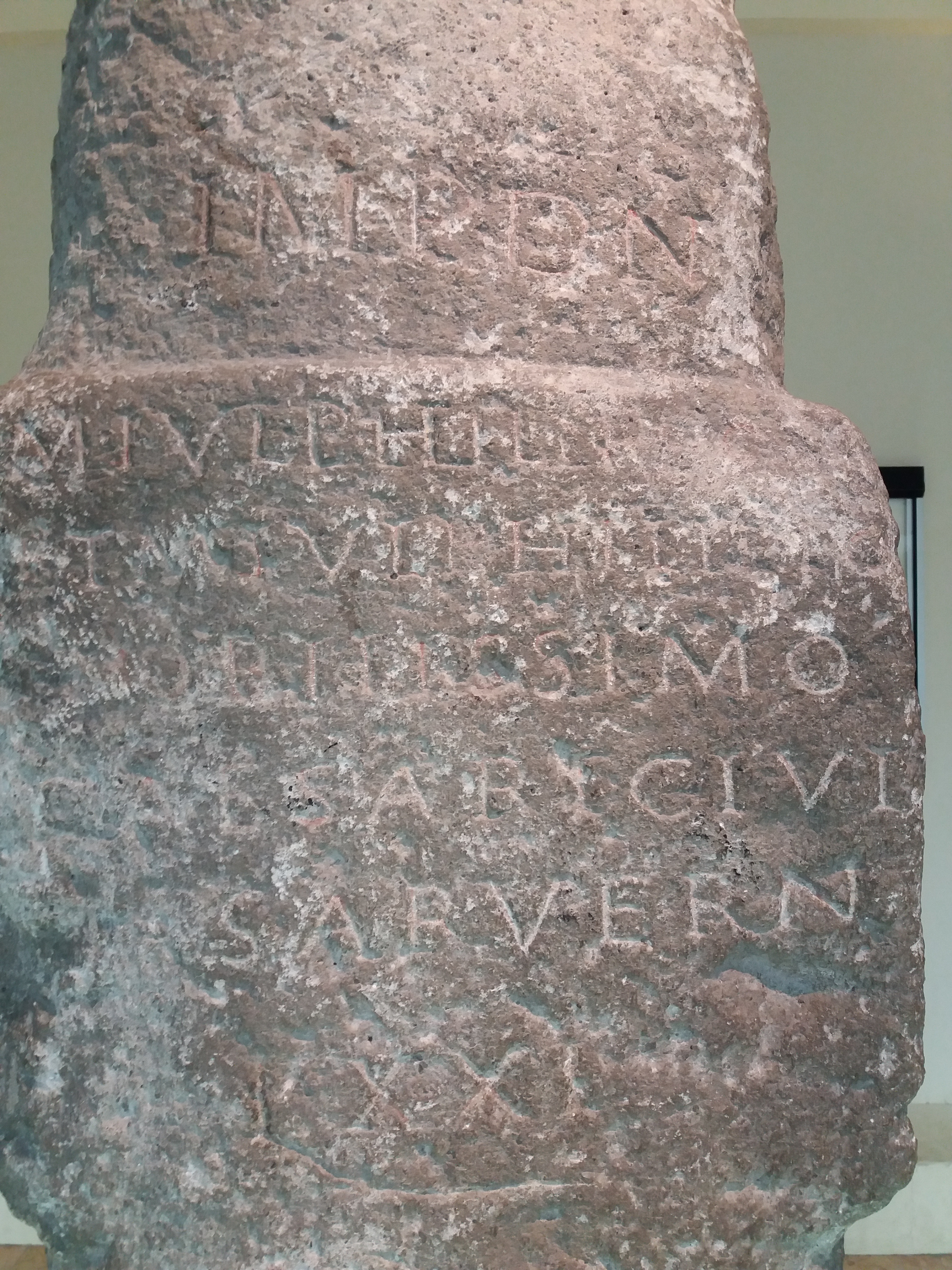
Inscription sur la borne milliaire de Vichy.

Découverte en 1880, elle était située sur la route romaine entre Augustodunum (actuelle Autun) et Civitas Arvernorum (actuelle Clermont-Ferrand), indiquant la distance restante jusqu'à cette dernière. Elle se trouve actuellement dans le hall des thermes des Dômes, à Vichy.
- Rom (Deux-Sèvres)

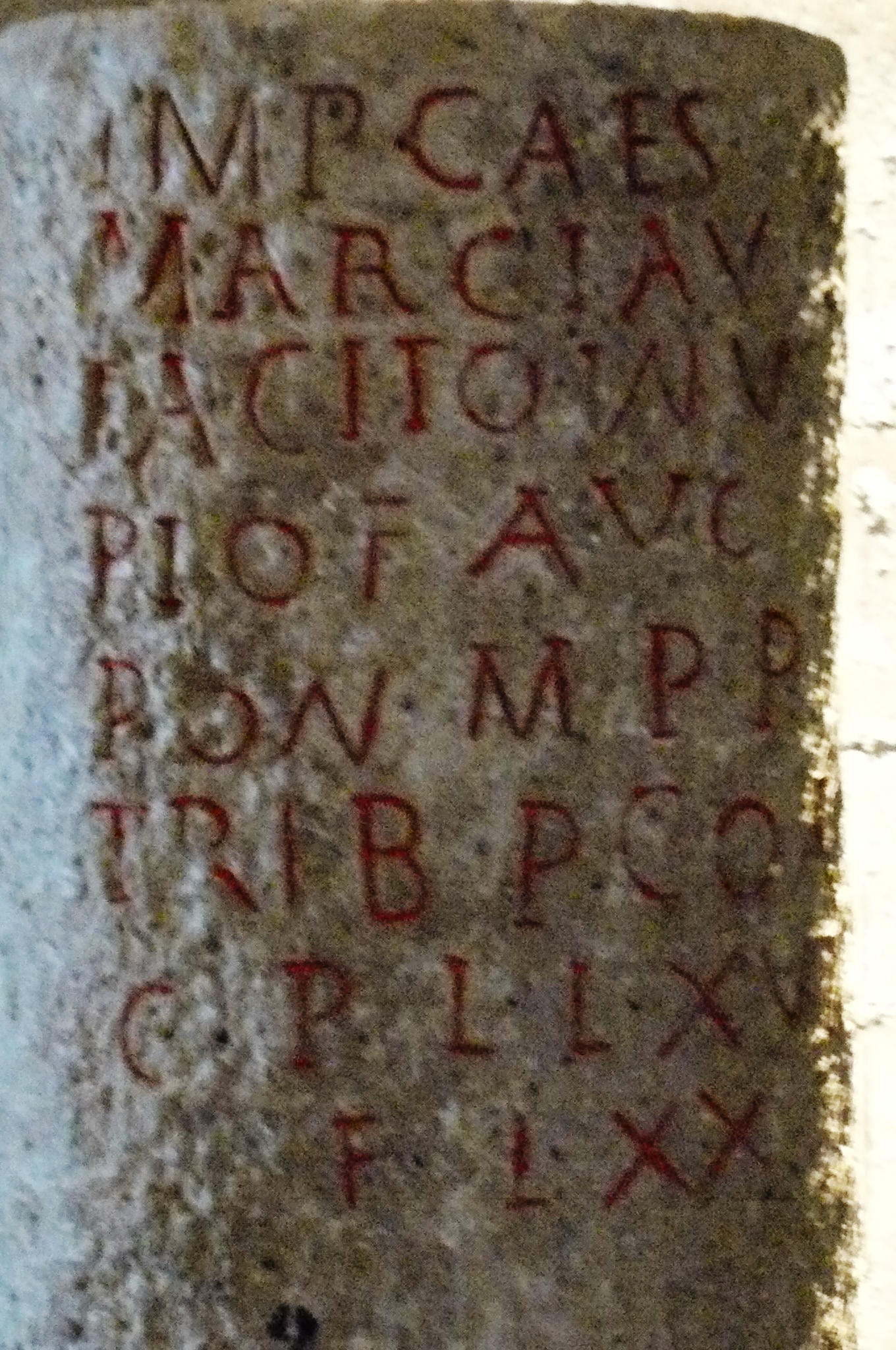
Borne trouvée près de Rom (Rauranum).

Borne milliaire de la commune de Rom, située sur la voie romaine Bordeaux-Saintes-Poitiers-Tours, datant de l'empereur Tacite (275-276).
Elle est aujourd'hui visible dans une salle du donjon de Niort (Deux Sèvres) et porte l'inscription :
IMP(eratore) CAES(are) MAR(co) CLAV(dio) TACITO INV(icto) PIO F(elici) AVG(usto) PONT(ifice) M(aximo) P(ater) P(atriae) TRIB(uniciae) P(otestatis) CON(sule) II Ad C(ivitatem) P(ictavorum) L(imonum) L(eugae) XVI Ad F(ines) L(eugae) XX
Traduction :
Sous l'empereur César Marc Claude Tacite invaincu, pieux, heureux, auguste, grand pontife, père de la patrie, revêtu de la puissance tribunitienne pour la première fois, consul pour la seconde fois, seize lieues de Limonum, capitale des Pictons, vingt lieues de la frontière

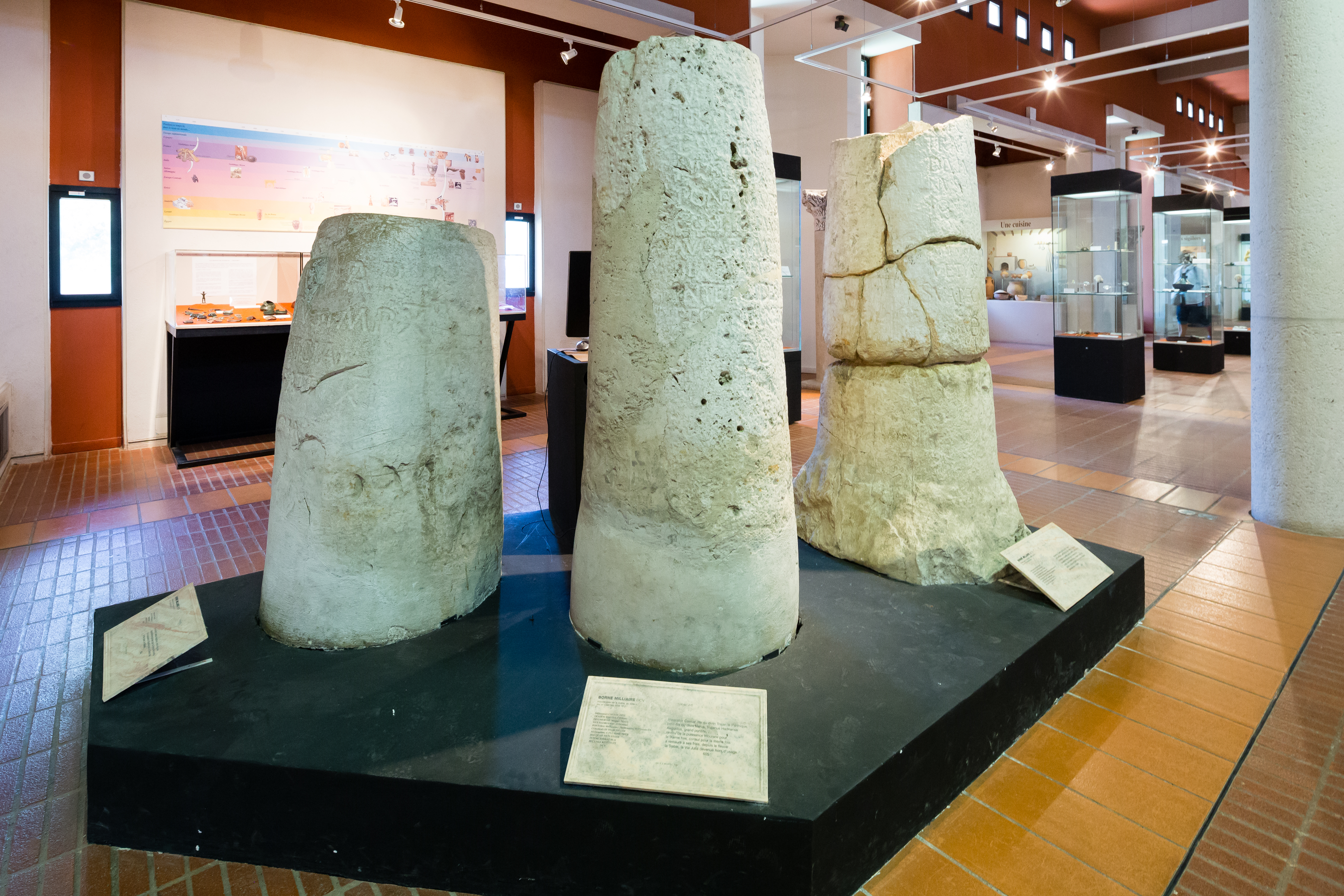
Bornes milliaires de la Via Julia Augusta, musée archéologique de Nice-Cimiez.

- Via Julia Augusta (Alpes-Maritimes)

Le musée archéologique de Nice-Cimiez, sur le site de ville romaine de Cemenelum, conserve une borne milliaire d'Hadrien provenant de la Via Julia Augusta dont Cemenelum était le principal poste. Elle porte cette inscription :
" CCXVI // IMP CAESAR DIVI // TRAIANI PARTHICI F // DIVI NERVAE N TRAIA // NVS HADRIANVS AVG // PONT MAX TRIB POT IX // COS III VIAM IVLIAM // AVG A FLVMINE TREB // BIA QVAE VETVSTATE // INTERCIDERAT SVA // PECVNIA RESTITVIT // DCV "
Traduction :
216. L'empereur César, fils du divin Trajan le parthique, petit-fils du divin Nerva, Hadrien Auguste, grand pontife, détenteur de la puissance tribunitienne pour la neuvième fois, fait consul pour la troisième fois, a restauré à ses frais, depuis le fleuve Trebbia, la Via Julia Augusta qui avait disparu par l'effet de sa vétusté. 605.
- Tongres ( Atuatuca Tungrorum) Un fragment de borne polygonale est découvert au début du XIXe siècle. Elle aurait été brisée lors d'une invasion barbare et ses fragments utilisés pour la construction des remparts de la ville, qui se situait au carrefour des voies de Bavay à Cologne (axe est - ouest) et de Metz à Tongres, poursuivant vers Nimègue (axe nord - sud). Le fragment ne comporte que les 3 faces pointant au sud et à l'est.